# Nadi Basket Staoueli
Actualités
Nadi Basket Staoueli (section basket-ball), est l'une des nombreuses sections du Nadi Basket Staoueli, club omnisports basé à Staoueli, Alger. Le club évolue en super division, soit l'élite du championnat d'Algérie,.
Fortas hamza en est le président.

## Palmarès
Championnat d'Algérie 2022 
- Champion d'Algérie (2)
  - Champion: 2007,2022
- Coupe d'Algérie (4)
  - Vainqueur: en 1975, 1999, 2000 et 2007
  - Finaliste: en 1972, 1973, 1993 et 2008
- 2 fois vainqueur de la coupe maghrébine en 1975, 2007
- 3 fois finaliste de la coupe arabe des clubs champions : 1976, 2001, 2002